# Groß ist unser Soldat

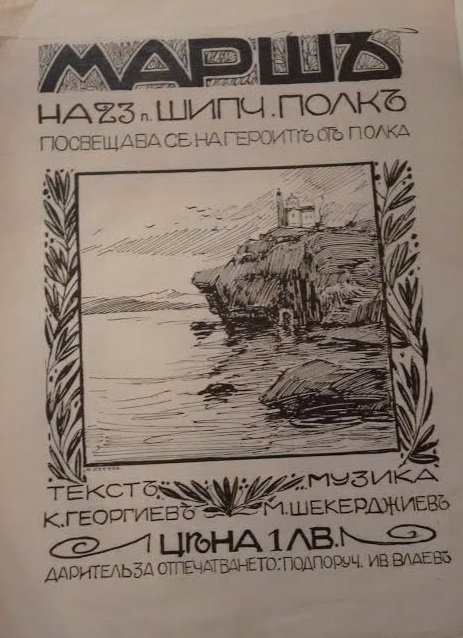
Deckblatt der gedruckten Ausgabe des Liedes. "Marsch des 23. Schipka-Infantrie-Regiments. Den Helden des Regiments gewidmet. Text:Konstantin Georgiew, Musik: Michail Scherkedschiew, Preis: 1 Lew

Groß ist unser Soldat (bulgarisch Велик е нашият войник, Transkription: Welik e naschijat wojnik) ist eines der bekanntesten bulgarischen Soldatenlieder und Marschlieder. Das Lied ist die Hymne der Bulgarischen Streitkräfte. Ehemals war es die Hymne des 23. Schipka-Infantrie-Regiments (bulg. Двадесет и трети пехотен шипченски полк), das von 1889 bis 1945 aktiv war. Für das Lied gibt es keine offizielle deutsche Übersetzung. Welik e naschijat wojnik kann man sowohl mit Groß ist unser Soldat als auch etwas freier als Stark ist unser Krieger übersetzen. Bei den im Lied erwähnten Orten handelt es sich um Orte der Schlachten des 23. Schipka-Infantrie-Regiments, das im 1. Weltkrieg bei der Bulgarischen Eroberung Makedoniens im Jahre 1916 eingesetzt war.

## Vorgeschichte
Die Melodie des Liedes wurde 1916 während des Ersten Weltkrieges von Michail Schekerdschiew (bulgarisch Михаил Шекерджиев; * 1889, † 1958) geschrieben. Er war gemeiner Soldat, hatte eine theologische Ausbildung und war vor seinem Militärdienst als Musiklehrer an einer Blindenschule tätig. Der Text stammt von Leutnant Konstantin Georgiew (bulg. Константин Георгиев) (* 1873, † 1925), der vor dem Krieg als Journalist tätig war. Beide Männer lagen zu dieser Zeit mit ihrer Einheit, dem 23. Regiment der 8. Tundscha-Infanterie-Division (bulgarisch Осма пехотна тунджанска дивизия) an den Ausläufern des Galičica-Gebirges in der Nähe des Ohridsees.
Georgiew brachte es in den folgenden Jahren bis zum General. Er wurde in Vorbereitung des Bombenanschlag auf die Kathedrale Sweta Nedelja (16. April 1925) zwei Tage vorher, am 14. April 1925, durch ein Attentat der bulgarischen Kommunisten getötet, damit die Trauerfeier zu seinem Begräbnis für das eigentliche Bombenattentat genutzte werden konnte. Von den prominenten Trauergästen in der zentralen Sofioter Kathedrale wurden 120 Personen, hauptsächlich aus der politischen und militärischen Elite Bulgariens, getötet und rund 500 Personen verletzt.
Aus politischen Gründen, wurde der Original-Liedtext zeitweise modifiziert. Besonders starke Veränderungen erfuhr der Liedtext nach dem 9. September 1944 - dem kommunistischen Staatsstreich in Bulgarien mit dem die bis 1990 dauernde kommunistische Herrschaft der Bulgarischen Kommunistischen Partei begann.
Am 31. Mai 2001 wurde das Lied mit Befehl des Verteidigungsministers Bojko Noew zur offiziellen Hymne der Bulgarischen Streitkräfte erklärt.

## Text
| bulgarisch | bulgarisch                                                                                                | deutsche Übersetzung |
| (alte Rechtschreibung)                                                                                            | (neue Rechtschreibung)                                                                                    | |
| --- | --- | --- |
| Великъ е нашиятъ войникъ! Великъ, великъ, великъ!                                                                 | Велик е нашият войник! Велик, велик, велик!                                                               | So stark ist unser Soldat! So stark! So stark! So stark!                                                                                                |
| Измокренъ, гладенъ, уморенъ, безъ отдихъ би се день и нощь, бърдата цепи разяренъ съ страшния си викъ „На ножъ!“. | Измокрен, гладен, уморен, без отдих би се ден и нощ, бърдата цепи разярен с страшния си вик „На нож!“.    | Klitschnass und hungernd und erschöpft Kämpft er unermüdlich Tag und Nacht, Die Hügel wütend spaltet er Mit seinem grauenhaften Schrei „Zu den Waffen!“ |
| Отъ Китка литна въ единъ мигъ, прѣцапа Тимока дълбокъ, при Равна, Вина, Лѣсковикъ, черта му пѫть самиятъ Богъ.    | От Китка литна в един миг, пръцапа Тимока дълбок, при Равна, Вина, Лесковик, черта му път самият Бог.     | Ab Kitka[A 1] fliegt im Augenblick, Schwäppt er den tiefen Timok durch, Bei Ravna, Vina, Leskovik Hat Gott selbst ihm den Weg gesucht.                  |
| При Маврово, заровенъ в снѣгъ, съ рѫцѣ прѣмръзнали се би, въ Ботумъ отвори пѫть за Дринъ, прокуди врага до единъ! | При Маврово, заровен в сняг, с ръце премръзнали се би, в Ботум отвори път за Дрин, прокуди врага до един! | Bei Mavrovo, im Schnee vergrabt, Mit Händen frorenden er kämpft. In Botum öffnet er den Weg zu Drin, Den Feind jagt zu dem letzt'n Mann weg!            |
| И пакъ спокоенъ, мълчаливъ, при Охридъ днесъ той стои и чака новъ врагъ да срази съ страшния си викъ „На ножъ!“   | И пак спокоен, мълчалив, при Охрид днес той стои и чака нов враг да срази съc страшния си вик „На нож!“   | Und wieder wortlos und in Ruh' bei Ochrid steht er immer noch und wartet auf 'nen neuen Feind Mit seinem grässlichen „Zu 'n Waff'n!“                    |
1. ↑   -- Китка (връх) - Завалска планина - Anmerkungen: Kitka bezieht sich auf den 1181 m hohen Berggipfel Kitka, dem höchsten im Sawalska Gebirge (bulg. Завалска планина) in Westbulgarien, in der Oblast Pernik.

Aus politischen Gründen wurde der Originaltext in verschiedenen historischen Epochen überarbeitet. Besonders einschneidende Änderungen erfuhr der Text nach dem 9. September 1944.
Abgewandelter Text von 1945 bis 1990
| bulgarisch                                                                                                 | deutsche Übersetzung | Text vor 1945 |
| --- | --- | --- |
| Велик е нашият войник! Велик, велик, велик!                                                                | So stark ist unser Soldat! So stark! So stark! So stark!                                                                                                | So stark ist unser Soldat! So stark! So stark! So stark!                                                                                                |
| Измокрен, гладен, уморен, Без отдих би се ден и нощ, Бърдата цепи разярен Със страшния си вик „На нож!“    | Klitschnass und hungernd und erschöpft Kämpft er unermüdlich Tag und Nacht, Die Hügel wütend spaltet er Mit seinem grauenhaften Schrei „Zu den Waffen!“ | Klitschnass und hungernd und erschöpft Kämpft er unermüdlich Tag und Nacht, Die Hügel wütend spaltet er Mit seinem grauenhaften Schrei „Zu den Waffen!“ |
| За него Шипка пее днес, За него Одрин днес мълви. Венци на доблест и на чест Хайдушкият Балкан му сви.     | Für ihn singt heute Schipka. Für ihn spricht heute Adrianopel. Kränze der Tapferkeit und Ehre Hat ihm der Haiduken-Balkan gewunden.                     | Ab Kitka fliegt im Augenblick, Schwäppt er den tiefen Timok durch, Bei Ravna, Vina, Leskovik Hat Gott selbst ihm den Weg gesucht.                       |
| Пленил бе той знамена безчет, С „Ура“ превзе Люлебургаз. От Драва и от Мур навред Се чу победният му глас. | Er hatte unzählige Fahnen erobert. Mit „Hurra“ nahm er Lüleburgaz ein. Von der Drau und der Mur überall Erschallte sein siegreicher Ruf.                | Ab Kitka fliegt im Augenblick, Schwäppt er den tiefen Timok durch, Bei Ravna, Vina, Leskovik Hat Gott selbst ihm den Weg gesucht.                       |
| И пак безстрашен и суров, На бойния си пост е той, За бащин край и днес готов Да литне във победен бой.    | Und wieder furchtlos und streng, Steht er an seinem Kampfposten, Für die Heimat bereit auch heute, In den siegreichen Kampf zu fliegen.                 | Und wieder wortlos und in Ruh' bei Ochrid steht er immer noch und wartet auf 'nen neuen Feind Mit seinem grässlichen „Zu 'n Waff'n!“                    |
Die im Lied genannten geografischen Orte waren Schauplätze wichtiger militärischer Operationen und Kämpfe während der Balkankriege und des Ersten Weltkriegs, an denen das 23. Schipka-Infanterie-Regiment beteiligt war.
1. Kitka (bulg.: Китка) – ein bekannter strategischer Punkt an der Grenze Bulgarien-Serbien 
 Bedeutung: Kitka ist ein Gipfel (1181 m) im Sawalska-Gebirge (bulg.: Завалска планина), der westlich von Pernik in der Nähe der Grenze zwischen Bulgarien und Serbien liegt. Diese Gegend war strategisch wichtig während der Balkankriege und des Ersten Weltkriegs. Dort begannen viele militärische Operationen der bulgarischen Armee. 
 Oktober 1915 – Das 23. Schipka-Infanterie-Regiment nahm an der Offensive gegen Serbien teil, die am 14. Oktober 1915 begann und Teil der größeren Balkanoffensive der Mittelmächte war.
2. Timok (bulg.: Тимок) – der wichtigste Fluss in der Region 
 Bedeutung: Der Timok ist ein Fluss, der an der Grenze zwischen Bulgarien und Serbien verläuft. Das Überqueren des Timok war ein bedeutender militärischer Schritt, um in feindliches Gebiet vorzudringen. 
 Oktober 1915 – Die Überquerung des Timok-Flusses fand im Rahmen derselben Offensive gegen Serbien statt, die ab Mitte Oktober 1915 erfolgte.
3. Ravna (bulg.: Равна) 
 Bedeutung: Ravna (heute etwas mehr als 200 Einwohner) ist ein Dorf in Serbien in der Opština Knjaževac, das während der Balkankriege und des Ersten Weltkriegs ein Schauplatz von Kämpfen war. Es war ein wichtiger Punkt, um den Vormarsch der bulgarischen Truppen zu sichern. 
 Oktober bis November 1915 – Kämpfe und militärische Bewegungen in der Region um Ravna während der serbischen Kampagne der Mittelmächte.
4. Vina (bulg.: Вина) 
 Bedeutung: Ein weiteres Dorf in der Nähe der bulgarisch-serbischen Grenze, das strategisch wichtig für die militärischen Operationen der bulgarischen Armee war. 
 Oktober bis November 1915 – Die Region um Vina war ebenfalls Schauplatz von Operationen im Rahmen der serbischen Kampagne der Mittelmächte.
5. Leskovik (bulg.: Лѣсковик) – bekannter strategischer Punkt in Albanien 
 Bedeutung: Leskovik ist eine Stadt in Südalbanien, die während des Ersten Weltkriegs ein strategischer Punkt für die Kontrolle über das albanisch-griechische Grenzgebiet war. 
 September bis November 1916 – Während der bulgarischen Eroberung von Mazedonien und im Vorfeld der Schlacht von Monastir (heute Bitola) fanden in dieser Region Kämpfe statt.
6. Mavrovo (bulg.: Маврово) – ein bekannter Punkt in Nordmazedonien 
 Bedeutung: Mavrovo ist ein Dorf in Nordmazedonien, bekannt für seine schwierigen klimatischen Bedingungen. Die Kämpfe in dieser Region waren aufgrund der harten Winterbedingungen besonders herausfordernd. 
 November bis Dezember 1916 – Kämpfe in der Region um Mavrovo im Rahmen der Offensive gegen die Entente-Kräfte in Mazedonien.
7. Botum (bulg.: Ботум oder Ботун) 
 Bedeutung: Botum liegt im südwestlichen Teil Nordmazedoniens und war ein weiterer strategischer Punkt während der Balkankriege und des Ersten Weltkriegs. 
 November bis Dezember 1916 – Operationen in der Region um Botum im Zuge der bulgarischen Offensive in Mazedonien.
8. Drin (bulg.: Дрин) – Fluss, der den Ohridsee nach Norden entwässert 
 Bedeutung: Der (Schwarze) Drin ist ein Fluss im Südwesten der Balkanhalbinsel – in Albanien und Nordmazedonien. Die Kontrolle über das Tal des Schwarzen Drin war entscheidend für die militärische Strategie in der Region. 
 November bis Dezember 1916 – Kämpfe entlang des Drin-Flusses während der bulgarischen Eroberung von Mazedonien.
9. Ohrid (bulg.: Охрид) – eine historische Stadt, strategisch wichtig 
 Bedeutung: Ohrid ist eine historische Stadt in Nordmazedonien, am Ohridsee gelegen. Sie war ein wichtiger strategischer Punkt für die bulgarischen Truppen während des Ersten Weltkriegs. 
 November 1915 bis März 1917 – Die Stadt Ohrid diente während dieser Zeit als wichtiger Stützpunkt und strategischer Punkt für die bulgarischen Streitkräfte. Die Region war bis zum Frühjahr 1917 ein bedeutendes Operationsgebiet.